# Meshuggah
Meshuggah (z jid. ‏משוגע‎ meszuge „szalony”, a to z hebr. ‏מְשֻׁגָּע‎ meszuga) – szwedzki zespół muzyczny wykonujący progresywny metal. Powstał z inicjatywy wokalisty i gitarzysty Jensa Kidmana w 1987, w Umei. Do 2017 wydał osiem albumów studyjnych, dwa koncertowe oraz szereg minialbumów i kompilacji, które zostały pozytywnie ocenione zarówno przez fanów, jak i krytyków muzycznych. W swej twórczości poruszał zagadnienia przyszłości, egzystencjalizmu, apokalipsy i chaosu.
Odbył szereg tras koncertowych na całym świecie, uczestniczył m.in. w Ozzfest w Stanach Zjednoczonych. Począwszy od albumu Nothing, wszystkie następne były już odnotowywane na liście sprzedaży Billboardu 200. Zespół został dwukrotnie nominowany do nagrody szwedzkiego przemysłu fonograficznego Grammis. Członkowie są cenieni za wirtuozerię, złożoność kompozycji i wkład w rozwój muzyki heavymetalowej. Magazyn „Rolling Stone” określił Meshuggah jako „jeden z dziesięciu najważniejszych zespołów metalowych”.
Zespół zainspirował innych artystów i grupy, np. Mike’a Portnoya, Tool, Gym Class Heroes i Porcupine Tree. Uznanie dla zespołu wyraził publicznie gitarzysta zespołu Metallica – Kirk Hammett.

## Historia

### 1987–1994

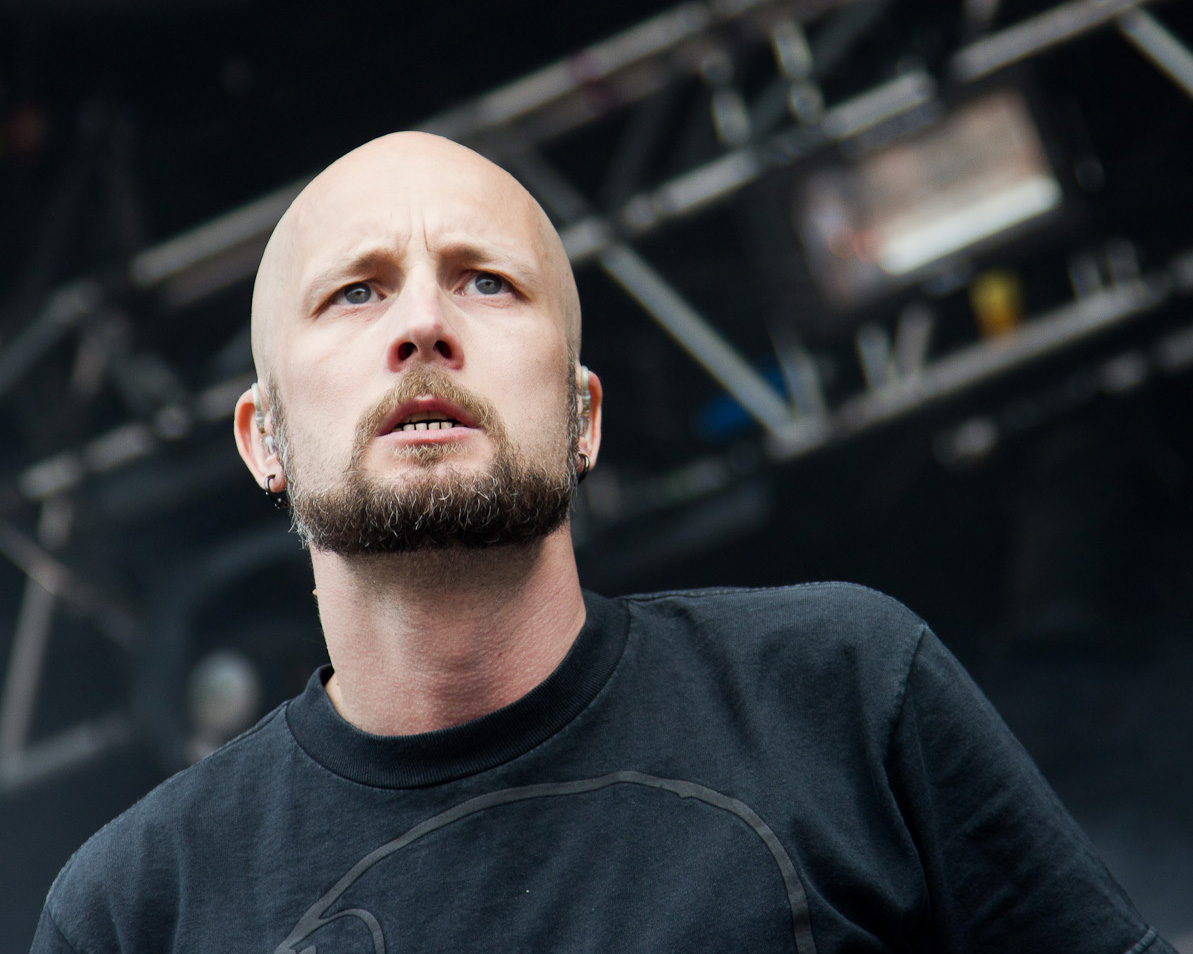
Jens Kidman podczas Getaway Rock Festival w 2012 r.

Zespół powstał w 1987 roku z inicjatywy wokalisty i gitarzysty Jensa Kidmana. Nazwę „Meshuggah” zaczerpnął z języka jidysz, w którym słowo to znaczy „szalony”. Po nagraniu kilku materiałów demo Kidman opuścił zespół. Wkrótce potem założył grupę o nazwie Calipash; w jej skład weszli późniejsi członkowie Meshuggah: gitarzysta Fredrik Thordendal, basista Peter Nordin i perkusista Niclas Lundgren. Kiedy Calipash przestał istnieć, muzycy zdecydowali się wykorzystać nazwę Meshuggah na potrzeby nowego zespołu. W początkowym okresie twórczość grupy była inspirowana dokonaniami grupy Metallica.
W 1989 roku ukazał się pierwszy minialbum zespołu, pt. Meshuggah, znany również pod nazwą Psykisk Testbild, w nakładzie 1000 egzemplarzy. Tego samego roku zespół wydał własnym nakładem demo pt. Ejaculation of Salvation. W 1990 roku zespół opuścił perkusista Niklas Lundgren, którego zastąpił Tomas Haake. Wkrótce potem zespół podpisał kontrakt płytowy z Nuclear Blast Records. W 1991 roku ukazał się debiutancki album Meshuggah pt. Contradictions Collapse, który zdobył pozytywne recenzje, lecz nie odniósł sukcesu komercyjnego. Niedługo później Kidman zdecydował się skupić na roli wokalisty i przestał grać na gitarze. Rolę gitarzysty przejął Mårten Hagström, którego polecił nowo przyjęty perkusista Tomas Haake, wcześniej współpracujący z Hagströmem.
W tym samym roku muzycy opracowali demo pt. All This Because of Greed. Kolejne demo, pt. Promo 1993, wydali dwa lata później. Drugi minialbum zespołu, pt. None ukazał się 8 listopada 1994 roku. Materiał do tego albumu został zarejestrowany w Tonteknik Recordings w Umei. Trzeci minialbum Meshuggah, pt. Selfcaged, pojawił się w 1995 roku.

### 1995–1997

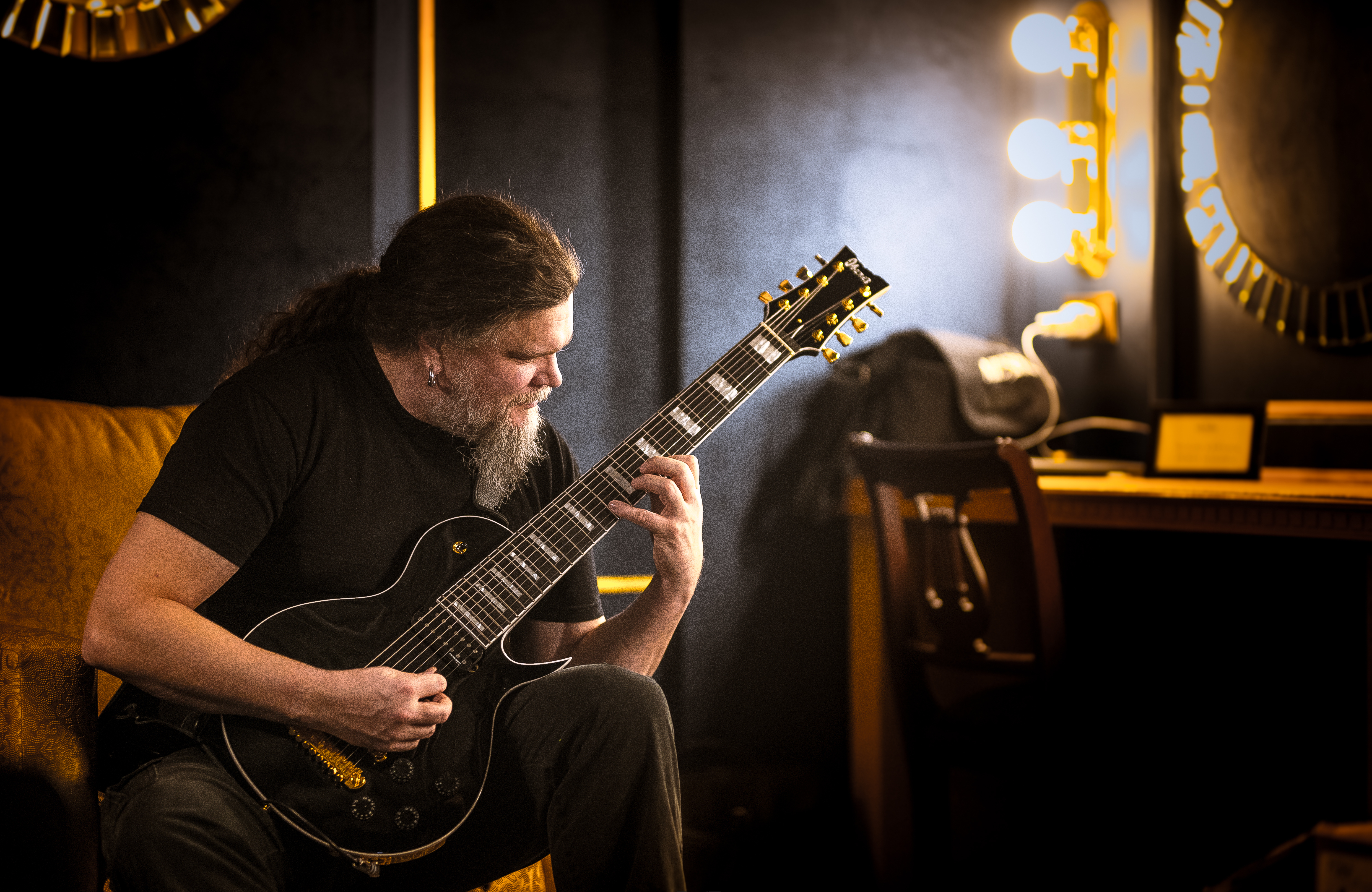
Mårten Hagström

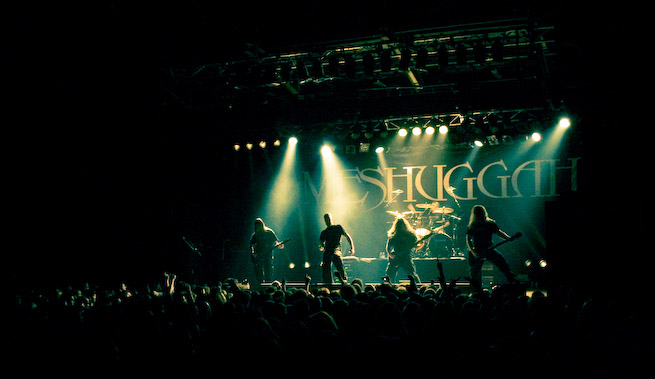
Meshuggah podczas koncertu w Melbourne 15 października 2008

W styczniu 1995 roku zespół odbył krótką trasę koncertową na terenie Europy, zorganizowaną przez Nuclear Blast Records. Wkrótce potem przystąpił do prac nad nowym albumem. Następnie wraz z Machine Head uczestniczył w dwumiesięcznej trasie koncertowej po Europie. Podczas występów zachorował basista Peter Nordin i choroba zmusiła go do powrotu do Szwecji. Basista Machine Head, Adam Duce, zaproponował, że zastąpi Nordina, jednakże muzycy Meshuggah zdecydowali się występować jako kwartet. Kilkukrotnie podczas koncertów Thordendal grał sam na gitarze basowej. W tym składzie Hagström używał procesora dźwięku typu pitch shifter, co umożliwiło grę o oktawę niżej niż dotychczas.
25 lipca tego samego roku ukazał się drugi album studyjny zespołu pt. Destroy Erase Improve. Został nagrany w Soundfront Studios w Uppsali. W tym samym roku z zespołu odszedł Peter Nordin, którego nieoficjalnie zastąpił Gustaf Hielm. Rok później został wydany split album zatytułowany Hypocrisy / Meshuggah. 19 sierpnia 1997 roku pojawił się na rynku czwarty minialbum pt. The True Human Design, który zawierał nowy utwór pt. „Sane”, jeden utwór koncertowy, a także alternatywne wersje „Future Breed Machine”. W międzyczasie ukazał się debiutancki album Thordendala pt. Sol Niger Within.

### 1998–2002
W 1998 roku ukazała się pierwsza kompilacja nagrań Meshuggah zatytułowana Contradictions Collapse & None. Wkrótce potem Gustaf Hielm stał się oficjalnym członkiem zespołu. 10 listopada tego samego roku został wydany trzeci album studyjny pt. Chaosphere, który został nagrany w studiu Dug-Out w Uppsali, we współpracy z Danielem Bergtrandem. Marten Hagström o albumie Chaosphere:

Chaosphere jest przykładem na to, gdzie wówczas byliśmy, ponieważ targały nami wielkie stresy i nie wiedzieliśmy, w którym kierunku zmierzamy. Tym razem czuliśmy się inaczej. Chcieliśmy dorosnąć i dlatego spróbowaliśmy użyć prostych konstrukcji muzycznych do stworzenia całości.

Na początku 1999 roku zespół dołączył jako support do trasy koncertowej Slayera po Stanach Zjednoczonych. W lipcu 2001 roku z niewyjaśnionych przyczyn odszedł Gustaf Hielm. 20 sierpnia tego samego roku ukazała się druga kompilacja zespołu pt. Rare Trax, która obejmowała m.in. utwory: „War”, „Cadaverous Mastication”, „Sovereigns Morbidity”, „Debt Of Nature”, nagrania demo oraz zawartość pierwszego wydawnictwa Meshuggah pt. Psykisk testbild. We wrześniu Meshuggah wystąpił w Stanach Zjednoczonych jako support podczas trasy koncertowej Tool.
16 września 2002 roku ukazał się czwarty album grupy pt. Nothing, który został zarejestrowany w studiu Dug-Out, Area 51 i Fear and Loathing w La Spånga. Był to również pierwszy album wydany przez Nuclear Blast, który trafił na listę Billboardu 200. Nothing w dniu premiery uplasował się na 165. miejscu. Następnie album był promowany podczas trasy koncertowej w Stanach Zjednoczonych, podczas której zespół występował ponownie jako akt supportujący grupę Tool.

### Po 2003

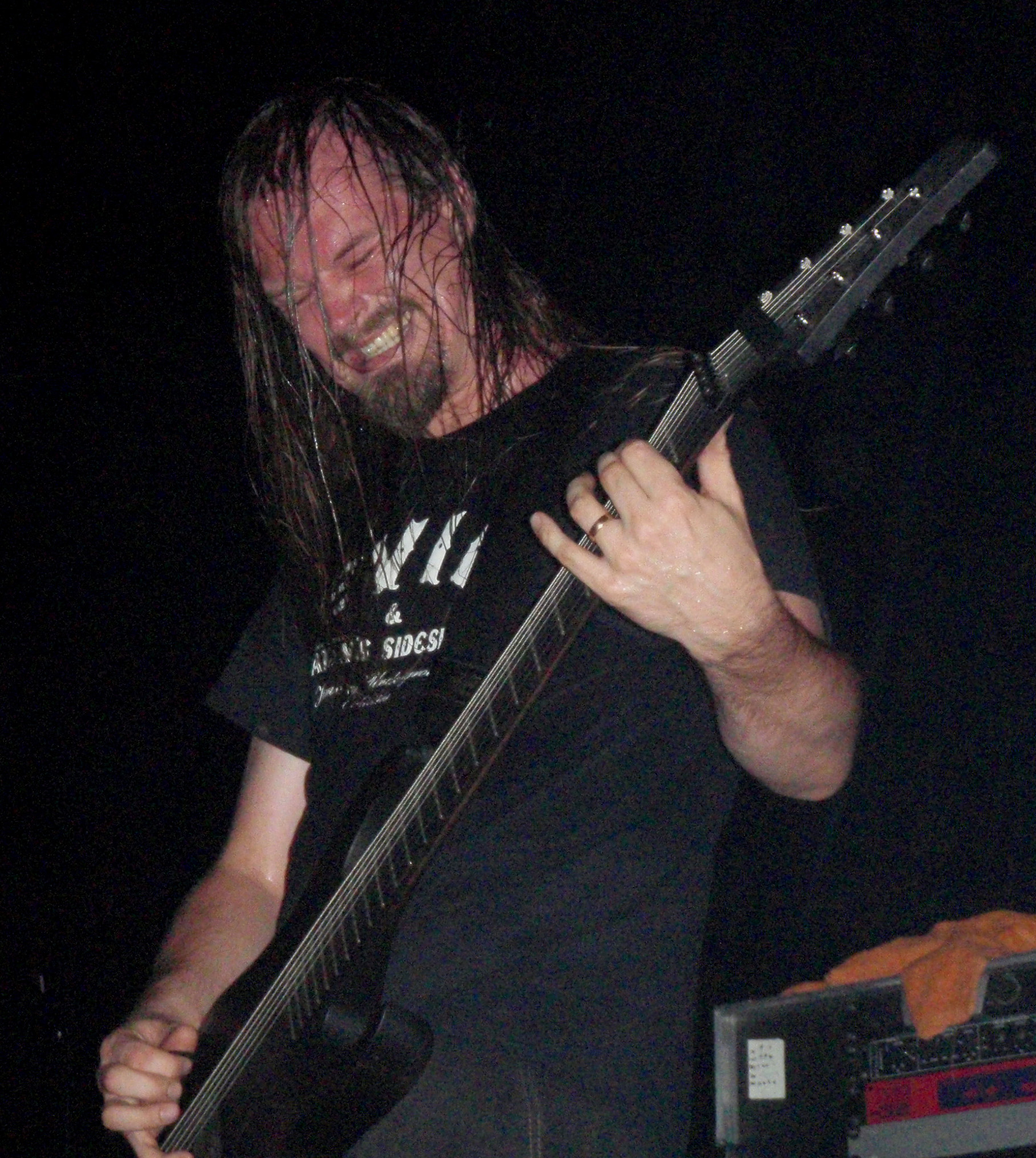
Fredrik Thordendal podczas koncertu w Pradze 25 czerwca 2008

Na przełomie kwietnia i maja 2003 roku zespół odbył trasę koncertową w Stanach Zjednoczonych. Supportowały go grupy Strapping Young Lad i High on Fire. W międzyczasie Jens Kidman wystąpił gościnnie na albumie XIII amerykańskiego zespołu Mushroomhead. W lutym 2004 roku do zespołu dołączył basista Dick Lövgren, dotychczas grający w grupach In Flames i Arch Enemy. Muzyk zastąpił Gustafa Hielma, który w zespole występował od 1995 roku. Tego samego roku 4 lipca zespół wziął udział w Roskilde Festival, wraz z takimi wykonawcami jak Korn, Slipknot, czy Within Temptation. 13 lipca ukazał się piąty minialbum pt. I, który zawierał jeden dwudziestojednominutowy utwór, wydany nakładem Fractured Transmitter Records, wytwórni muzycznej należącej do Jasona Manna, wokalisty grupy Mushroomhead. 16 maja 2005 roku pojawił się na rynku piąty album pt. Catch Thirtythree. Jego okładkę przygotował Tomas Haake. Tomas Haake o Catch Thirtythree:

To nie jest pełnowymiarowa płyta w normalnym znaczeniu tego słowa. To coś znacznie bardziej eksperymentalnego. Tak, jak to miało miejsce w przypadku I, całość wypełni jedna kompozycja, lecz o długości regularnego albumu.

16 października 2006 roku miała miejsce reedycja albumu Nothing, który został ponownie zarejestrowany z zastosowaniem ośmiostrunowych gitar elektrycznych. Pierwotna wersja płyty została nagrana z zastosowaniem gitar siedmiostrunowych. Nowa edycja była dłuższa od poprzedniej, lecz zawierała tę samą liczbę utworów. Do albumu dołączono również płytę DVD zawierającą nagrania koncertowe. 7 marca 2008 roku ukazał się szósty album grupy zatytułowany obZen, którego wydanie zostało poprzedzone pojawieniem się singla pt. Bleed. Do utworu zrealizowano teledysk, wyreżyserowany przez Iana McFarlanda, basistę grupy Blood For Blood. Tomas Haake o albumie obZen:

Ten album jest o wiele bardziej wysublimowany, jednak nadal czysty i techniczny pod względem perkusji i gitarowych riffów. Tematyka tekstów jest trochę inna niż w Catch Thirty Three, bardziej różnorodna. Choć są między nimi powiązania.

Tego samego roku 25 marca Meshuggah rozpoczął trasę koncertową w Stanach Zjednoczonych i Kanadzie, podczas której promowano nowy album. W trasie koncertowej także brał udział zespół Ministry. 26 czerwca zespół wystąpił w warszawskim klubie Progresja. Koncert został poprzedzony aktem muzycznym grupy The Dillinger Escape Plan. W 2009 roku w ramach promocji ósmego albumu Meshuggah odbył trasę koncertową w Stanach Zjednoczonych wraz z grupami Cynic i Faceless. 12 lipca 2009 w ramach Knock Out Festiwal zespół wystąpił w krakowskiej hali TS Wisła.

## Muzyka i teksty

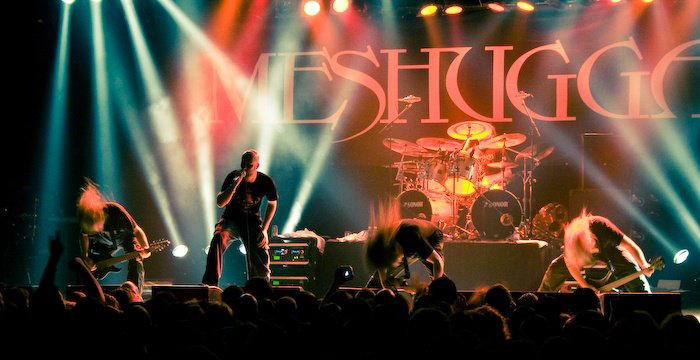
Meshuggah podczas koncertu w Melbourne 15 października 2008

Muzykę na potrzeby zespołu komponują Thordendal, Hagström, Haake oraz w mniejszym stopniu Kidman. Podczas komponowania Hagström programuje partie perkusji oraz nagrywa szkice partii gitarowych i basowych na komputerze. Gotowy projekt przekazuje następnie pozostałym muzykom. Członkowie Meshuggah zwykle akceptują pomysły Hagströma, rzadko wprowadzają zmiany. Kidman, mimo że nie gra w zespole na gitarze od 1991 roku, posiada swój wkład w komponowanie utworów. Perkusista grupy Haake opisuje proces komponowania w następujący sposób:

Czasami sampluję partie gitar, tnę, używam harmonizera i dostrajam aż uzyskam pożądane riffy, w celach demonstracyjnych. Jednakże głównie gram ścieżkę perkusji i wyjaśniam jaki pomysł mam na resztę utworu...

Muzykę zespołu charakteryzują polirytmiczne kompozycje oraz złożoność aranżacyjna, nieparzyste riffy i rytmiczne synkopy, gwałtowne zmiany tempa oraz chromatyka neo-jazzowa. Autorem większości tekstów jest Tomas Haake. Jako główne źródła inspiracji wymienia filmy i książki. Tomas Haake o tekstach:

Zwykle piszę przez bardzo krótki czas i w tym okresie powstaje mniej więcej 10 tekstów. Potem mogę na przykład przez rok nie napisać ani jednej linijki. W moim przypadku jest po prostu tak, że piszę wówczas, gdy jest odpowiedni nastrój, gdy czuję przypływ inspiracji.

Albumy Meshuggah nie mają charakteru koncepcyjnego. W swojej twórczości zespół porusza zagadnienia takie jak przyszłość, życie, śmierć, egzystencjalizm, apokalipsa i chaos.
W 2007 roku w czasopiśmie naukowym „Music Theory Spectrum”, które ukazuje się w Stanach Zjednoczonych nakładem University of California Press, został opublikowany szczegółowy artykuł, w którym przeanalizowano twórczość grupy. Artykuł pt. Re-casting Metal: Rhythm and Meter in the Music of Meshuggah opublikował Jonathan Pieslak.

## Instrumentarium

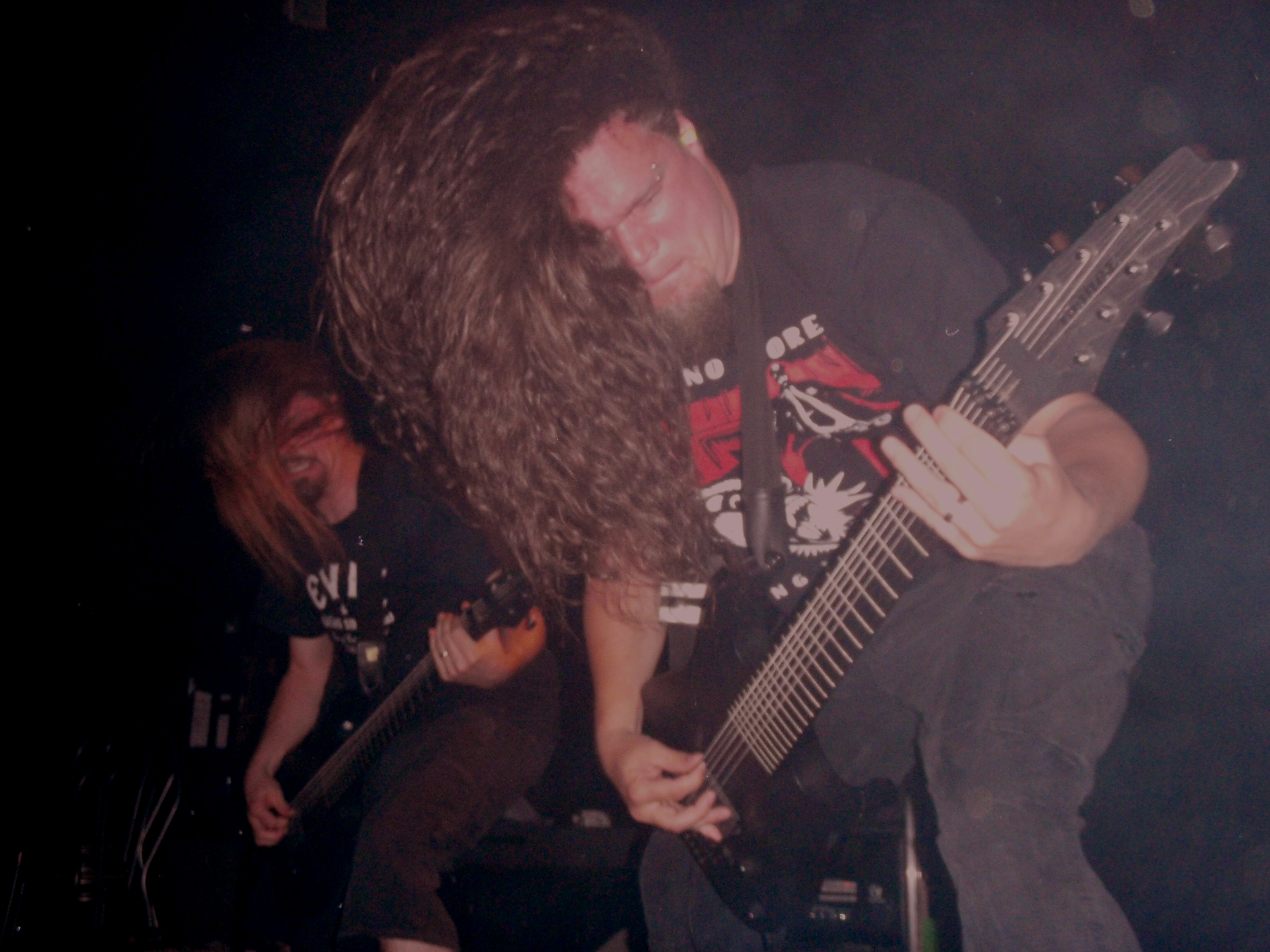
Od lewej: Fredrik Thordendal i Mårten Hagström podczas koncertu w 2008 (na zdjęciu muzycy z gitarami ośmiostrunowywmi)

Mårten Hagström używa gitar siedmio- i ośmiostrunowych firm Nevborn i Ibanez. Główne instrumenty muzyka to Nevborn Custom 8 i Ibanez Custom 8-String, którego korpus wykonany jest z olchy, charakteryzuje się trójwarstwowym gryfem wykonanym z klonu (menzura 30" {750mm}), palisandrową podstrunnicą bez oznaczeń na progach, mostkiem tremolo oraz przystawką Lundgren Model 8. Mårten stroi swój instrument w następujący sposób: F, B, Es, As, Des, Ges, B, Es (od struny najgrubszej do najcieńszej). Do gitary używa ponadto strun o grubości 0.70 – 0.52 – 0.46 – 0.36 – 0.26 – 0.16 – 0.11 – 0.09. Mårten Hagstrom o gitarach ośmiostrunowych:

(...)nawiązaliśmy kontakt z Fredrikiem Nevbornem, który zaprezentował nam pomysł budowy gitary ośmiostrunowej na potrzeby Meshuggah. Zgodziliśmy się i byliśmy zachwyceni. Siedmiostrunowe gitary zmieniły głównie tonacje. Proces komponowania i gry na gitarach sześcio- i siedmiostrunowych był inny; gdy dostaliśmy ośmiostrunowe wszystko uległo zmianie.

Dick Lövgren gra na 4-, 5- i 6-strunowych basach firmy Warwick. Są to głównie modele: Dolphin SN, Infinity, Thumb, Corvette oraz Streamer XL. Muzyk używa zarówno gitar progowych, jak i bezprogowych.
Tomas Haake gra na perkusji Sonor, model Walnut Roots lub Birdseye Amber Designer Series Drums, talerzach perkusyjnych Sabian, naciągach Evans i pałeczkach perkusyjnych Vic Firth. Muzyk używa ponadto osprzętu produkowanego przez firmy: Sonor, Pearl i Axis.
Fredrik Thordendal używa gitar siedmio- i ośmiostrunowych firm Nevborn i Ibanez. Główny instrument muzyka to Ibanez model Custom RG 8-Strings w następującej specyfikacji: korpus wykonany z olchy, z trójwarstwowym gryfem z klonu (menzura 30" {750mm}), z palisandrową podstrunnicą bez oznaczeń na progach, nieruchomym mostkiem, jednym potencjometrem oraz przystawką Lundgren Model 8. Thordendal stroi swój instrument w następujący sposób: F, B, Es, As, Des, Ges, B, Es. Używa strun o grubości 0.70 – 0.52 – 0.46 – 0.36 – 0.26 – 0.16 – 0.11 – 0.09.

## Muzycy

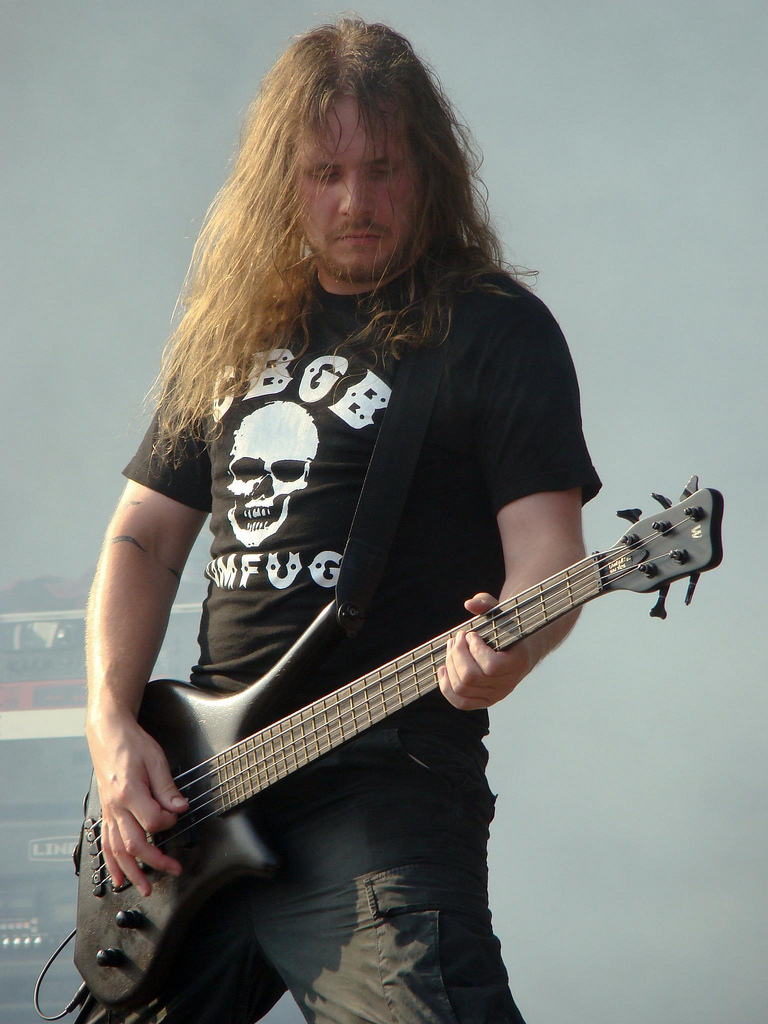
Dick Lövgren podczas koncertu w miejscowości Bolzano we Włoszech 29 czerwca 2008

### Obecny skład zespołu
- Jens Kidman – śpiew (od 1987), gitara rytmiczna (1987–1991, 2005), gitara basowa (2005)
- Tomas Haake – perkusja, śpiew (od 1990)
- Dick Lövgren – gitara basowa (od 2004)
- Mårten Hagström – gitara rytmiczna, gitara basowa, wokal wspierający
- Fredrik Thordendal – gitara prowadząca, gitara rytmiczna, gitara basowa, wokal wspierający (od 1987)

### Byli członkowie zespołu
- Johan Sjögren – gitara (1987)
- Jörgen Lindmark – gitara basowa (1987)
- Per Sjögren – perkusja (1987)
- Torbjörn Granström – gitara (1987)
- Niklas Lundgren – perkusja (1987–1990)
- Peter Nordin – gitara basowa (1987–1995)
- Gustaf Hielm – gitara basowa (1995–2001)
- Per Nilsson(inne języki) – sesyjna gitara prowadząca (2017-2021)

| 1987 | 1987–1990 | 1990–1991 |
| --- | --- | --- |
| - Jens Kidman – śpiew - Johan Sjögren – gitara - Jörgen Lindmark – gitara basowa - Per Sjögren – perkusja - Torbjörn Granström – gitara | - Jens Kidman – śpiew, gitara - Fredrik Thordendal – gitara - Peter Nordin – gitara basowa - Niklas Lundgren – perkusja                | - Jens Kidman – śpiew, gitara - Fredrik Thordendal – gitara - Peter Nordin – gitara basowa - Tomas Haake – perkusja                    |
| 1991–1994 | 1994–1995 | 1995–2001 |
| - Jens Kidman – śpiew - Fredrik Thordendal – gitara - Peter Nordin – gitara basowa - Tomas Haake – perkusja                             | - Jens Kidman – śpiew - Fredrik Thordendal – gitara - Mårten Hagström – gitara - Peter Nordin – gitara basowa - Tomas Haake – perkusja | - Jens Kidman – śpiew - Fredrik Thordendal – gitara - Mårten Hagström – gitara - Gustaf Hielm – gitara basowa - Tomas Haake – perkusja |
| 2001–2004 | od 2004 | |
| - Jens Kidman – śpiew - Fredrik Thordendal – gitara, gitara basowa - Mårten Hagström – gitara, gitara basowa - Tomas Haake – perkusja   | - Jens Kidman – śpiew - Fredrik Thordendal – gitara - Mårten Hagström – gitara - Tomas Haake – perkusja - Dick Lövgren – gitara basowa | |

## Dyskografia

### Albumy studyjne

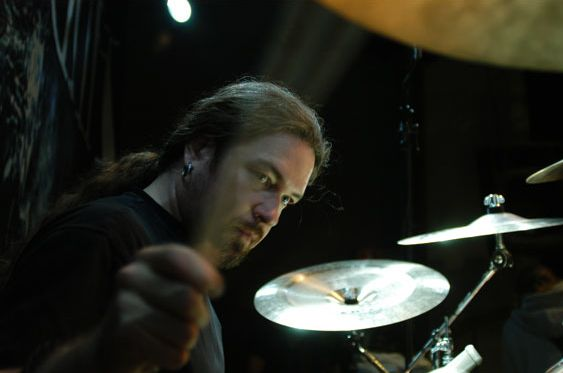
Tomas Haake podczas koncertu w Sztokholmie 20 maja 2005

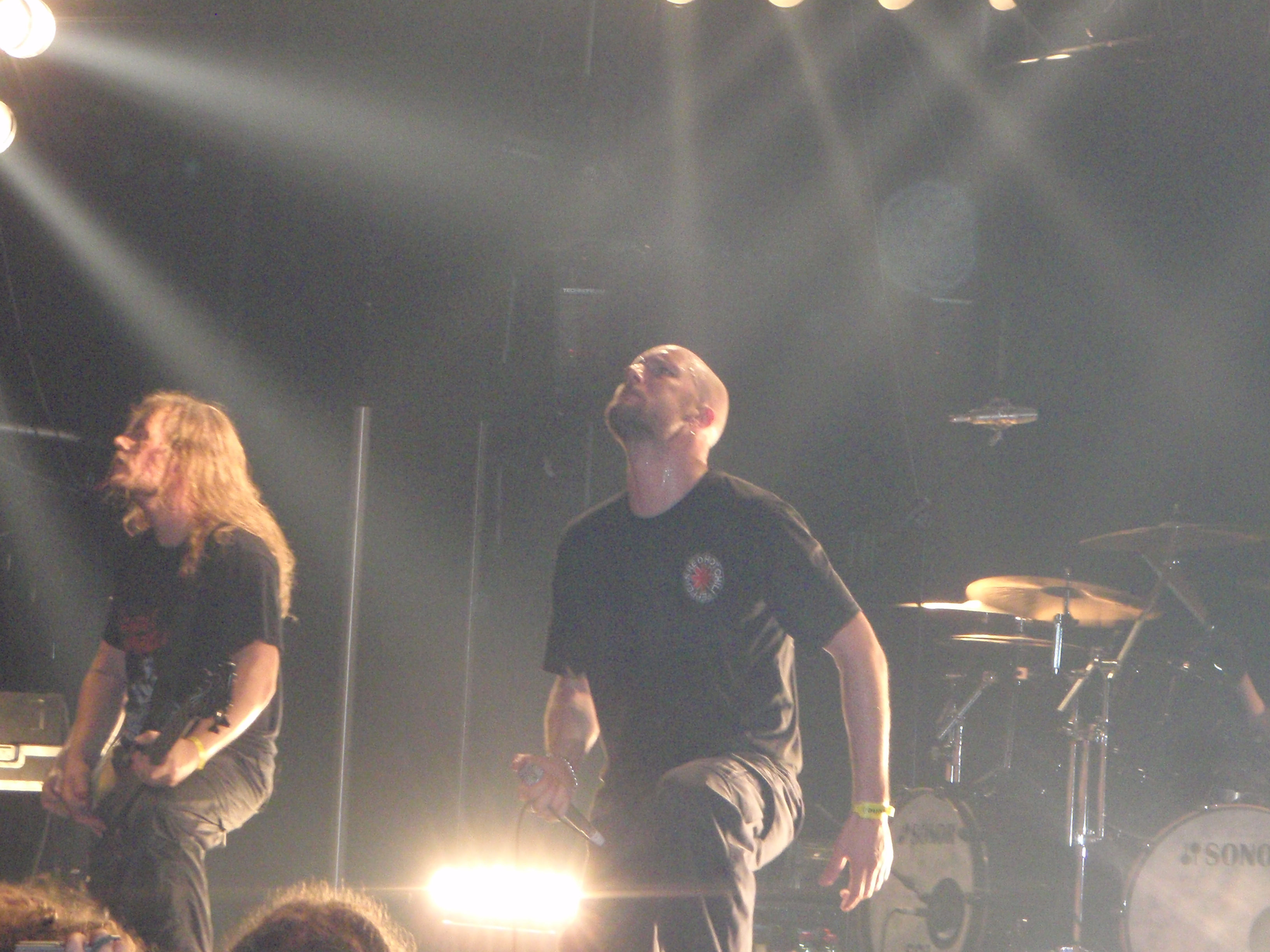
Meshuggah podczas koncertu 18 września 2008

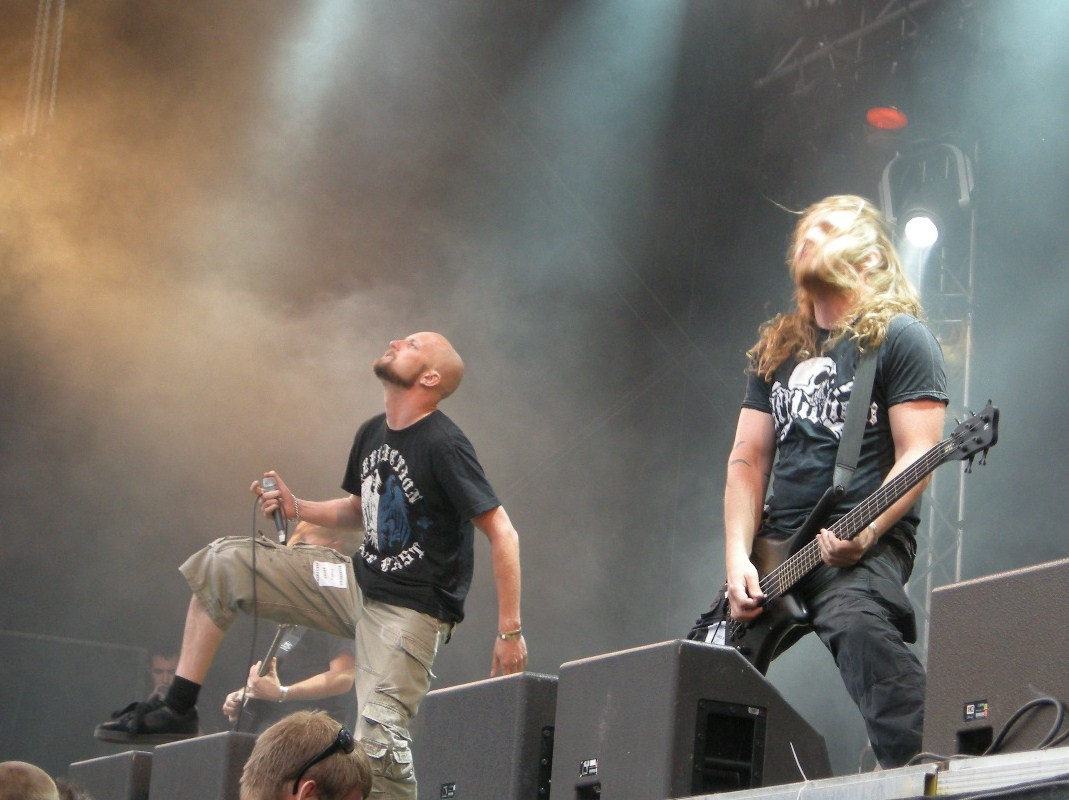
Meshuggah podczas koncertu 18 lipca 2009

| Contradictions Collapse                 | - Data: 1 października 1991 - Wydawca: Nuclear Blast   | –   | –  | –   | –  | –  | –  | –  | –   |                 |
| Destroy Erase Improve                   | - Data: 25 lipca 1995 - Wydawca: Nuclear Blast         | –   | 43 | –   | –  | –  | –  | –  | –   | - USA: 30 tys.+ |
| Chaosphere                              | - Data: 10 listopada 1998 - Wydawca: Nuclear Blast     | –   | –  | –   | –  | –  | –  | –  | –   | - USA: 38 tys.+ |
| Nothing                                 | - Data: 6 sierpnia 2002 - Wydawca: Nuclear Blast       | 165 | 41 | –   | –  | –  | –  | –  | –   | - USA: 80 tys.+ |
| Catch Thirtythree                       | - Data: 16 maja 2005 - Wydawca: Nuclear Blast          | 170 | 12 | 124 | –  | –  | –  | –  | 291 | - USA: 7 tys.+  |
| obZen                                   | - Data: 7 marca 2008 - Wydawca: Nuclear Blast          | 59  | 16 | 123 | –  | 99 | 21 | –  | 177 | - USA: 82 tys.+ |
| Koloss                                  | - Data: 23 marca 2012 - Wydawca: Nuclear Blast         | 17  | 12 | 120 | 46 | 39 | 7  | 48 | 88  | - USA: 27 tys.+ |
| The Violent Sleep of Reason             | - Data: 7 października 2016 - Wydawca: Nuclear Blast   | 17  | 17 | 75  | 31 | 21 | 11 | 18 | 79  | - USA: 18 tys.+ |
| Immutable                               | - Data: 1 kwietnia 2022 - Wydawca: Atomic Fire Records | –   | –  | –   | –  | –  | –  | –  | –   |                 |
| „–” oznacza, że album nie był notowany. |                                                        |     |    |     |    |    |    |    |     |                 |

### Albumy wideo
| Alive                                   | - Data: 5 lutego 2010 - Wydawca: Nuclear Blast    | 8 | 290 | 43 | 149 | 25 | - USA: 3,0 tys.+ |
| The Ophidian Trek                       | - Data: 30 września 2014 - Wydawca: Nuclear Blast | – | –   | 4  | –   | –  | - USA: 1,5 tys.+ |
| „–” oznacza, że album nie był notowany. |                                                   |   |     |    |     |    |                  |

### Minialbumy
| Psykisk Testbild (a.k.a. Meshuggah)     | - Data: 1989 - Wydawca: Garageland                     | –  |
| None                                    | - Data: 6 listopada 1994 - Wydawca: Nuclear Blast      | –  |
| Selfcaged                               | - Data: 15 lutego 1995 - Wydawca: Nuclear Blast        | –  |
| The True Human Design                   | - Data: 19 sierpnia 1997 - Wydawca: Nuclear Blast      | –  |
| I                                       | - Data: 13 lipca 2004 - Wydawca: Fractured Transmitter | 33 |
| Pitch Black                             | - Data: 4 lutego 2013 - Wydawca: Scion Audio Visual    | –  |
| „–” oznacza, że album nie był notowany. |                                                        |    |

### Inne
| Tytuł                              | Dane dot. albumu                                  |
| ---------------------------------- | ------------------------------------------------- |
| Ejaculation of Salvation (demo)    | - Data: 1989 - Wydawca: brak (wydanie własne)     |
| All This Because of Greed (singel) | - Data: 1991 - Wydawca: Nuclear Blast             |
| Hypocrisy / Meshuggah (split)      | - Data: 1996 - Wydawca: Nuclear Blast             |
| Rare Trax (kompilacja)             | - Data: 20 sierpnia 2001 - Wydawca: Nuclear Blast |

## Teledyski
| Tytuł                                           | Rok  | Reżyseria                 | Album                       | Źródło          |
| ----------------------------------------------- | ---- | ------------------------- | --------------------------- | --------------- |
| „Abnegating Cecity”                             | 1991 | Meshuggah                 | Contradictions Collapse     | [ 105 ]         |
| „Transfixion”                                   | 1995 | Meshuggah                 | Destroy Erase Improve       | [ 105 ]         |
| „Terminal Illusions”                            | 1995 | Meshuggah                 | Destroy Erase Improve       | [ 105 ]         |
| „New Millennium Cyanide Christ”                 | 1999 | Meshuggah                 | Chaosphere                  | [ 105 ]         |
| „Rational Gaze”                                 | 2002 | Torbjorn Oyervold         | Nothing                     | [ 105 ]         |
| „Shed”                                          | 2005 | Matthias Haase            | Catch 33                    | [ 106 ]         |
| „Rational Gaze” (Mr. Kidman Delirium Version)   | 2006 | Jens Kidman               | Nothing                     | [ 107 ]         |
| „Bleed”                                         | 2008 | Ian McFarland, Mike Pecci | ObZen                       | [ 108 ] [ 109 ] |
| „Break Those Bones Whose Sinews Gave It Motion” | 2012 | Owe Lingvall              | Koloss                      | [ 110 ]         |
| „Demiurge”                                      | 2012 | Anthony Dubois            | Koloss                      | [ 111 ]         |
| „I Am Colossus”                                 | 2013 | Magnus Jonsson            | Koloss                      | [ 112 ]         |
| „Clockworks”                                    | 2016 | Julius Horsthuis          | The Violent Sleep of Reason | [ 113 ]         |
| „The Abysmal Eye”                               | 2022 | Scott Hansen              | Immutable                   | [ 114 ]         |
| „Broken Cog”                                    | 2022 | –                         | Immutable                   | [ 115 ]         |

## Nagrody i wyróżnienia
| Rok  | Kategoria                                       | Tytułem                              | Nagroda                             | Nota        | Źródło  |
| ---- | ----------------------------------------------- | ------------------------------------ | ----------------------------------- | ----------- | ------- |
| 1999 | Hårdrock                                        | Destroy Erase Improve                | Grammis                             | Nominacja   | [ 116 ] |
| 2004 | 100 Greatest Heavy Metal Guitarists Of All Time | Marten Hagström, Fredrik Thorndendal | Plebiscyt czasopisma Guitar World   | 35. miejsce | [ 117 ] |
| 2005 | Best Underground Band                           | Meshuggah                            | Metal Hammer Golden Gods Awards     | Laur        | [ 118 ] |
| 2006 | Årets Hårdrock/Metall                           | Catch Thirtythree                    | Grammis                             | Nominacja   | [ 119 ] |
| 2006 | n.d.                                            | Destroy Erase Improve                | Decibel Magazine Hall Of Fame       | Laur        | [ 120 ] |
| 2008 | Inspiration Award                               | Meshuggah                            | Metal Hammer Golden Gods Awards     | Nominacja   | [ 121 ] |
| 2008 | Best Drummer – Metal                            | Tomas Haake                          | Plebiscyt czasopisma Modern Drummer | Laur        | [ 122 ] |
| 2009 | Årets hårdrock                                  | obZen                                | Grammis                             | Nominacja   | [ 123 ] |
| 2012 | Best Drummer                                    | Tomas Haake                          | Revolver Golden Gods Awards         | Nominacja   | [ 124 ] |
| 2012 | Best International Band                         | Meshuggah                            | Revolver Golden Gods Awards         | Nominacja   | [ 124 ] |
| 2015 | Best Live Band                                  | Meshuggah                            | Metal Hammer Golden Gods Awards     | Nominacja   | [ 125 ] |